# Мали детлић
Мали детлић (лат. Dryobates minor) врста је птице из породице детлића. Научни назив ове врсте је састављен из речи Dryobates која је комбинација двеју старогрчких речи druos која означава шуму и bates (од глагола baino — газити, ходати), па би се назив рода могао превести као „онај који хода по дрвећу”. Придев minor потиче из латинског језика и значи мали.

## Опис
Дужина тела од врха кљуна до врха репа је од 14 до 16 центиметара, а распон крила је између 24 и 29 центиметара. Маса птице варира од 16 до 26 грама у зависности од подврсте, па тако подврста hortorum тежи између 16 и 25 грама, подврста comminutus између 18 и 22 грама, а подврста minor између 19 и 26 грама.
Најмањи је европски детлић са кратким, округластим телом, заобљеном главом и кратким зашиљеним кљуном. На леђима и крилима има беле, хоризонталне пруге као и планински детлић, али се од њега разликује, не само по величини, већ и по недостатку црвене обојености стомака. Бокови су обично нежно испугани. Полни диморфизам је присутан. Мужјак има црвено теме, док је код женке теме потпуно црно. Лети праволинијски, са наизменичним уздизањем и понирањем.

## Распрострањеност и станиште
Ареал распрострањења обухвата готово целу Европу, Kавказ, Малу Азију, део северне Африке, јужни Сибир, централну Азију све до Сахалина и Камчатке.
Насељава топле или бореалне листопадне шуме у равници. Преферира отворене шуме меких лишћара (врба, топола итд.) обично у близини језера и река. Такође може бити присутан на рубовима шума, у парковима, воћњацима и вртовима. У станишту које насељава захтева присутност одређеног броја сувих и трулих стабала у приобалним шумама. У мањем броју је присутан у шумама храста плутњака у северној Африци.

### Подврсте
На свету постоји 11 подврста малог детилића и свака има другачије распрострањење:
- D. m. minor  — насељава северну Европу од Скандинавије до Урала
- D. m. kamtschatkensis  — насељава предео од Урала на исток до реке Анадир и Камчатке
- D. m. amurensis  — насељава доњи ток реке Амур, Корејско полуострво, Хокаидо и североисточну Кину
- D. m. comminutus  — насељава јужни део Велике Британије
- D. m. hortorum  — насељава Француску, Пољску, Швајцарску и северну Румунију
- D. m. buturlini  — насељава Пиринејско полуострво, југ Француске, Италију, Румунију, Бугарску и северну Грчку
- D. m. ledouci  — насељава северозападну Африку
- D. m. danfordi  — насељава Грчку и Турску
- D. m. colchicus  — насељава Кавказ и Закавказје
- D. m. quadrifasciatus  — насељава Ленкорански рејон Азербејџана
- D. m. morgani  — насељава североисточни Ирак, северозападни Иран и планински масив Загрос

## Биологија
Удварање започиње у фебруару, а полагање јаја од априла до маја (на северу ареала и у јуну). У леглу се налази од пет до шест јаја. Парови су моногамни и остају упарени неколико година. Оба пола дубе гнездећу дупљу на одумирућем или мртвом стаблу или већој грани меког лишћара (врба, топола, јасика итд.). Исхрана се углавном састоји од малих инсеката. Током лета се претежно храни гусеницама, биљним вашима, мравима, одраслим и ларвалним стадијумима инсеката из реда Coleoptera и зглавкарима које проналази испод коре. Биљном материјом се храни углавном током зиме. Станарица је уз блага померања у периоду између августа и новембра. Процењује се да европска популација броји између 491 000 и 1 050 000 гнездећих парова, а тренд популације је оцењен као стабилан.

## Угроженост
Уништавање старих листопадних шума у долинама река, као и садња четинара у листопадним шумама угрозити малог детлића. Због велике територије коју парови заузимају, фрагментација шума које насељава, могу узроковати пад бројности ове врсте.

## Мали детлић у Србији
Релативно малобројна гнездарица у свим регионима Србије. У Војводини насељава веће водоплавне шуме, пешчаре, Фрушку гору и Вршачке планине. Углавном одсуствује у планинским мешовитим и четинарским шумама. Најчешће се гнезди у шумама уз реке у низијама и побрђу, док је ређи у брдским и планинским листопадним шумама. Станарица је.Орнитолози процењују да се у Србији гнезди између 4 000 и 5 000 гнездећих парова, а тренд популације је оцењен као стабилан.На територији Специјалног резервата природе ,,Засавица" је забележено 64 територије ове врсте, од којих ни једна није била пронађена у насељу. Трећина евидентираних територија малог детлића (21) је забележено у презрелим плантажама клонске тополе. По бројности је друга врста детлића у резервату.